# Korokoro Poron
Little Pollon (яп. おちゃめ神物語コロコロポロン Отямэгами Монотагари Корокоро Порон, рус. «Неваляшка Поллон, История озорной богини») — японский аниме-сериал, выпущенный студией Kokusai Eigasha по мотивам манги авторства Хидэо Адзумы Olympus no Pollon. Сериал транслировался по телеканалу Fuji TV с 5 августа 1982 года по 6 марта 1983 года. Всего выпущено 46 серий аниме. Сериал был дублирован на французском, итальянском и испанском языках.

## Сюжет
Сюжет разворачивается вокруг молодой богини по имени Поллон, дочери бога солнца Аполлона. Перед тем как стать прекрасной и могущественной богиней, она должна совершать благие дела и помогать всем нуждающимся, тем самым развивая свою божественную сущность. Однако из-за неопытности Поллон создаёт много проблем для богов Олимпа, но девочка не намеревается сдаваться и в конце концов получает титул «Богини Надежды».

## Список персонажей
- Поллон (сэйю: Масако Миура) — дочь Аполлона, бога солнца. Очень добрая и наивная девочка, которая намеревается стать богиней, когда вырастет. Однако каждая попытка доказать свою полезность оканчивается неудачей и новыми проблемами.
- Эрос (сэйю: Кэйко Ямамото) — бог любви или ангел-амур, двоюродный брат Поллон и её лучший друг. Может стрелять стрелами любви в людей, чтобы пробуждать в них любовь и страсть. Однако сам некрасивый и не удачлив в отношениях с девушками.
- Аполлон (сэйю: Акио Нодзима) — отец Поллон и бог солнца. Очень ленивый, много пьёт, пренебрежительно относится к дочери. Его работа заключается в том, чтобы на колеснице пересечь небо. Но всё время проводит за распитием алкоголя и иногда напивается до такого состояния, что управление колесницей берёт на себя Поллон.
- Зевс (сэйю: Масаси Амэномори) — король богов. Отец Аполлона и дедушка Поллон. Несмотря на свой возраст, он пользуется большой популярностью среди девушек, из-за чего всё время ссорится с Герой.
- Гера (сэйю: Эйко Ямада) — королева богов, мать Аполлона и бабушка Поллон. Очень нервничает, когда Зевс встречается с другими девушками, периодически устраивая истерики.
- Артемис (сэйю: Румико Укай) — богиня луны, тётя Поллон.
- Афродита (сэйю: Ёко Каванами) — богиня красоты. Тётя Поллон и мать Эроса. Проводит много времени у зеркала, любуясь собой. Стыдится того, что родила некрасивого сына Эроса и даже отреклась от него.
- Посейдон (сэйю: Бандзё Гинга) — бог моря. Очень высокий. Несмотря на свою силу, по иронии судьбы не умеет плавать.
- Гефест (сэйю: Кэньити Огата) — бог ремесла и муж Афродиты. Любезный, но неумелый изобретатель. Не любит других богов-мужчин, особенно Аполлона, потому что он красивее его.
- Афина (сэйю: Катико Хино) — богиня войны и мудрости. Ходит в броне. Очень мудрая, однако снисходительно относится к остальным.
- Дионис (сэйю: Масахару Сато) — бог вина и веселья. Толстый и всегда ходит с бутылкой в руке. Многие боги любят собирать с ним компанию.
- Аид (сэйю: Наоки Тацута) — бог подземелья, женат на Персефоне. Своих заключённых подвергает самым жестоким пыткам.